# 高迁移率族
高迁移率族蛋白（英語：High-mobility group，缩写HMG，或译为高速泳动族蛋白）是一类染色质蛋白，参与调控多种生物学过程，如DNA转录、复制和修复。